# Raj Chetty
Nadarajan « Raj » Chetty est un économiste américano-indien né le 4 août 1979. Raj Chetty est professeur à l'université Harvard, où il a accepté un poste permanent à l'âge de 29 ans. Il est spécialiste de l'économie publique. Il est lauréat de la médaille John Bates Clark et Prix MacArthur. En dehors du milieu académique, il est essentiellement connu pour ses travaux sur l'égalité des opportunités. 

## Vie et formation
Chetty est née à New Delhi, en Inde, et y a vécu jusqu'à l'âge de neuf ans. Sa famille a immigré aux États-Unis en 1988. Chetty a obtenu son diplôme de l'université du Milwaukee (en) en 1997 et son baccalauréat ès arts de l'Université Harvard en 2000. Dans la même institution, il défendra son doctorat en  2003, avec une thèse intitulée Consumption commitments, risk preferences, and optimal unemployment insurance. En deuxième année d'université, son mentor, Martin Feldstein, a conseillé à Chetty de poursuivre ses propres idées après avoir proposé une idée contre-intuitive que des taux d'intérêt plus élevés entraînent parfois des investissements plus importants.
En 2003, à l'âge de 23 ans, Chetty devint professeur assistant d'économie à l'Université de Californie à Berkeley, où il devint professeur associé titulaire à 27 ans. En 2009, Chetty est retourné à Harvard, où il était Bloomberg professeur d'économie et directeur du Laboratoire pour les applications et les politiques économiques. En 2015, Chetty a déménagé à Stanford University, où il est devenu professeur au département d'économie. En juin 2018, John Friedman (en), coauteur fréquent de Raj Chetty, a annoncé que Chetty retournerait à Harvard avec promesse de création de son Institut, Opportunity Insights .
Il est marié à Sundari Chetty, professeur assistant à Stanford University.